# Santa Cruz de Mudela
Santa Cruz de Mudela – gmina w Hiszpanii, w prowincji Ciudad Real, w Kastylii-La Mancha, o powierzchni 134,6 km². W 2011 roku gmina liczyła 4568 mieszkańców.